# Svadba Kretjinskogo
Svadba Kretjinskogo (ryska: Свадьба Кречинского, fritt översatt Kretjinskijs bröllop) är en rysk komedi-stumfilm från 1908, regisserad av Aleksandr Drankov. Filmens handling baserar sig en satirisk pjäs (premiär 1856) med samma namn av den ryske filosofen och dramatikern Aleksandr Suchovo-Kobylin (1817–1903).

## Rollista
- A. Novinskij – Kretjinskij
- Vladimir Davydov – Raspljujev
- Vasilij Garlin – Fjodor [3]